# Alive and Kicking
«Alive and Kicking» es una canción y sencillo de la banda de rock escocesa Simple Minds que se lanzó al mercado en 1985 como primer sencillo del disco Once Upon a Time, uno de los discos más exitosos de la banda. Alcanzó el número 3 en el Billboard Hot 100 de los Estados Unidos; un cuarto puesto en Canadá y varios top 5 en Europa, incluyendo Italia, donde llegó al número uno.

## Producción
El grupo se encontraba en una buena posición musical después del éxito de su anterior sencillo Don't You (Forget About Me), que no publicaron en ningún álbum de estudio, sino en el disco de la banda sonora de la película The Breakfast Club. Tras la realización de su nuevo disco, el grupo eligió la canción como el primer sencillo promocional, alcanzando diversos récords en ventas y en posición en distintas listas musicales tanto en Estados Unidos y Canadá como en Europa.

## Videoclip
El grupo grabó un vídeo musical de la canción. Éste se grabó cerca de la ciudad de Hunter, cerca de las montañas de Catskill, en el estado de Nueva York. Fue dirigido por Zbigniew Rybczyński, cineasta que también dirigiría al grupo en el vídeo de la canción All the Things She Said, tercer sencillo del mismo álbum.

## Aparición en medios
En 1992, la canción fue utilizada para promocionar el lanzamiento del canal BSkyB de fútbol sobre la Premier League inglesa. En España, se usó como sintonía durante las primeras temporadas del programa El día después, que en los años 1990 se emitía por Canal +.

## Versiones
El grupo de dance pop East Side Beat realizó un remix de la canción que llegó al puesto 26 de la UK Singles Chart en 1992.

## Posición en listas
| Listas (1985-1986)                      | Posición más alta |
| --------------------------------------- | ----------------- |
| Australia (ARIA Charts)                 | 21                |
| Bélgica (Ultratop)                      | 2                 |
| Canadá (RPM)                            | 4                 |
| Estados Unidos (Billboard Hot 100)      | 3                 |
| Estados Unidos (Mainstream Rock Tracks) | 2                 |
| Francia (SNEP)                          | 33                |
| Holanda (Dutch Top 40)                  | 2                 |
| Holanda (Single Top 100)                | 2                 |
| Italia (Hit Parade Italia)              | 1                 |
| Irlanda (IRMA)                          | 2                 |
| Noruega (VG-lista)                      | 5                 |
| Nueva Zelanda (RIANZ)                   | 5                 |
| Reino Unido (UK Singles Chart)          | 7                 |
| Suecia (Sverigetopplistan)              | 11                |